# Episodi di Xiaolin Chronicles
Elenco di episodi di Xiaolin Chronicles.

## Stagione 1
- 1) New Monk on the Block
- 2)A Girl Named Willow
- 3)The Fall of Xiaolin
- 4)Buddy Blue Ray and the Golden Bunnies
- 5)Tokyo Madness
- 6)Magic Stallion and the Wild Wild West
- 7)Laws of Nature
- 8)Out of Ping Pong's Mind
- 9)Xiaolin Redemption
- 10)Princess Kaila of the Thousand Layer Mountain
- 11)Planet of Dragons
- 12)The Mask of the Green Monkey
- 13)Mi Temple, Mi Casa
- 14)Heylin Within
- 15)Tigress Woo
- 16)Heal Me
- 17)Rocco
- 18)Super Cow Patty
- 19)Chase Lays an Egg
- 20)Drawn to Be Evil
- 21)Omi Saves the Holidays
- 22)Who Shrunk Master Fung?
- 23)Back in the Flesh Again
- 24)The Call of the Dragon
- 25)The Mark of the Dragon Spirit
- 26)Fly the Dragon!